# ERE Informatique

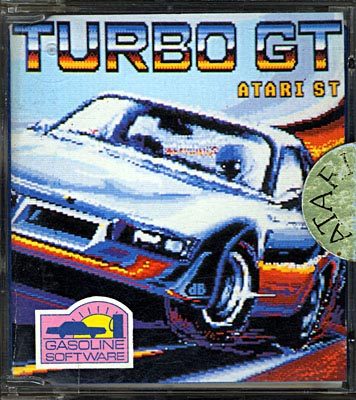
Dibujo digital de Turbo GT, videojuego publicado por ERE Informatique en 1986.

ERE de Informática fue una de las primeras compañías francesas de videojuegos, fundada en 1983 por Philippe Ulrich y Emmanuel Viau.
Su primer éxito internacional fue Macadam Bumper programado en 1985, una simulación de pinball creado por Rémi Herbulot.
ERE sufrió graves problemas financieros. Infogrames compró sus acciones y obtuvo el control completo de la empresa en junio de 1987 una vez adquirida ERE Informatique.
Su filial Exxos, constituida en 1988, produjo sus juegos más famosos y creativos dedicados al género de la ciencia ficción.
En 1989, ERE Informatique desapareció por impagos para formar en 1992 un grupo desarrollador independiente nombrado Cryo Interactive Entertainment.

## Historia
ERE Informatique fue una de las primeras compañías francesas de videojuegos, fundada en 1983 por Philippe Ulrich y Emmanuel Viau. La empresa contrató a programadores de videojuegos independientes que recibieron regalías por sus creaciones. Inicialmente, la compañía publicó títulos para las computadoras Amstrad CPC, Spectrum y Oric.
En 1984 publicaron su primer éxito nacional, un simulador de vuelo creado por Marc André Rampon titulado Intercepteur Cobalt para Sinclair ZX81 y Spectrum, también conocido bajo el nombre de Mision Delta para Oric, Amstrad y Thomson MO5. Rampon también adquirió algunas acciones de la empresa propiedad de Viau y estableció la primera red de distribución de la compañía.
Su primer éxito internacional, superando muchos lista de ventas internacionales durante varios meses, fue Macadam Bumper programado en 1985, una simulación de pinball creado por Rémi Herbulot, programador autodidacta y exempleado de Valeo que vivía en Caen. Este y varios títulos posteriores fueron distribuidos y etiquetados por PSS en el Reino Unido, gracias a un acuerdo de distribución recíproca.
Sin embargo, ERE Informática experimentan dificultades económicas. En 1987, la empresa se vende a Infogrames, que permite ERE Informática distribuir la exportación de software —Estados Unidos en particular—. En 1988, ERE Informatique creó el sello Exxos y algunos videojuegos recibieron una campaña de promoción bastante inusual. Philippe Ulrich, jefe del sello, creó Exxos más que como un sello informático como un dios e hicieron presentaciones públicas de sus videojuegos a modo de rituales.
En 1989, a raíz de los desacuerdos entre Philippe Ulrich y la dirección de Infogrames, sobre todo cuando se centró en la expansión económica de ERE Informatique, la sociedad creativa principal dejó ERE Informatique para crear en 1992 Cryo Interactive Entertainment.

## Videojuegos

### ERE Informatique
- 1984 : Mission Delta
- 1984 : Manager
- 1985 : Macadam Bumper
- 1985 : Contamination
- 1986 : Pacific
- 1986 : 1001 BC
- 1986 : Phalsberg
- 1986 : Sram
- 1986 : Sram 2
- 1986 : Crafton et Xunk
- 1986 : Tensions poker
- 1986 : Styfe
- 1987 : Turbo GT
- 1987 : Altair
- 1987 : Eden Blues
- 1987 : Bubble Ghost
- 1987 : Despotik Design
- 1987 : Oxphar
- 1987 : Crash Garrett
- 1987 : Qin
- 1988 : L'Ange de cristal
- 1988 : RoBBBoT
- 1988 : Apocalypse
- 1988 : Teenage Queen
- 1988 : Warlock's Quest

Fuente: Gamefaqs.com

### ERE utilidades
- 1985 : ZX Spectrum Compilateur (1985) (relanzado por PSSS bajo el título McoderIII)

Fuente: Worldofspectrum.org

### Exxos
- 1988 : L'Arche du Captain Blood
- 1988 : Purple Saturn Day
- 1989 : Kult

Fuente: MobyGames